# Discografia de T-ara
Esta é a discografia do girl group sul-coreano T-ara. O grupo possui dois álbuns de estúdio, quatro extended plays, vinte e um singles—incluindo dois como artista convidado, uma participação em trilha sonora, uma coletânea, um álbum de estúdio reeditado, dois EPs reeditados e cinco singles promocionais.

## Álbuns

### Álbuns de estúdio
| Título                                                                                       | Detalhes do álbum | Melhores posições nas paradas | Melhores posições nas paradas | Vendas         | Certificações |         |
| Título                                                                                       | Detalhes do álbum | KOR                           | JPN                           | Vendas         | Certificações |         |
| Coreano                                                                                      | Coreano | Coreano                       | Coreano                       | Coreano        | Coreano       | Coreano |
| -------------------------------------------------------------------------------------------- | --- | ----------------------------- | ----------------------------- | -------------- | ------------- | ------- |
| Absolute First Album                                                                         | - Lançamento: 27 de novembro de 2009 - Label: Core Contents Media e LOEN Entertainment - Format: CD, Download digital | 2                             | —                             |                |               |         |
| Japonês                                                                                      | |                               |                               |                |               |         |
| Jewelry Box                                                                                  | - Lançamento: 6 de junho de 2012 - Gravadora: EMI Music Japan - Formatos: CD e Download digital                       | —                             | 2                             | - JPN: 104,478 | - RIAJ: Ouro  |         |
| Treasure Box                                                                                 | - Lançamento: 7 de agosto de 2013 - Gravadora: Universal Music Japan - Formatos: CD e Download digital                | —                             | 4                             | - JPN: 27,695  |               |         |
| Gossip Girls                                                                                 | - Lançamento: 14 de maio de 2014 - Gravadora: Universal Music Japan - Formatos: CD e Download digital                 | —                             | 7                             | - JPN: 13,626  |               |         |
| "—" indica lançamentos que não figuraram nas paradas ou que não foram lançados nessa região. | |                               |                               |                |               |         |

### Coletâneas
| T-ara's Best of Best 2009-2012: Korean ver.                                                  | - Lançamento: 10 de outubro de 2012 - Gravadora: EMI Music Japan - Formato: CD, download digital | — | 14 | - JPN: 17.924+ |
| "—" indica lançamentos que não figuraram nas paradas ou que não foram lançados nessa região. |                                                                                                  |   |    |                |

### Álbuns remix
| T-ARA's Free Time In Paris And Swiss                                                         | - Lançamento: 12 de outubro de 2012 - Gravadora: Core Contents Media - Formato: CD, download digital | 3 | 114 | - JPN: 771+ - KOR: 17.242+ |
| "—" indica lançamentos que não figuraram nas paradas ou que não foram lançados nessa região. | |   |     |                            |

### EPs
| Temptastic                                                                                   | - Lançamento: 1º de dezembro de 2010 - Gravadora: Core Contents Media - Formato: CD, download digital | 2 | —  | - KOR: 37.600+                                                               |
| John Travolta Wannabe                                                                        | - Lançamento: 30 de junho de 2011 - Gravadora: Core Contents Media - Formato: CD, download digital    | 3 | —  | - KOR: 65.996+ (álbum + relançamento)                                        |
| Black Eyes                                                                                   | - Lançamento: 11 de novembro de 2011 - Gravadora: Core Contents Media - Formato: CD, download digital | 2 | —  | - KOR: 127.970+ (álbum + relançamento) - JPN: 15.600+ (álbum + relançamento) |
| Day by Day                                                                                   | - Lançamento: 3 de julho de 2012 - Gravadora: Core Contents Media - Formato: CD, download digital     | 4 | 28 | - KOR: 73.915+ (álbum + relançamento) - JPN: 15.699+ (álbum + relançamento)  |
| "—" indica lançamentos que não figuraram nas paradas ou que não foram lançados nessa região. | |   |    |                                                                              |

#### EPs reeditados
| Roly-Poly in Copacabana                                                                      | - Edição recompactada de John Travolta Wannabe - Lançamento: 22 de agosto de 2011 - Gravadora: Core Contents Media - Formato: CD e Download digital | 3 | —  |
| Funky Town                                                                                   | - Edição recompactada de Black Eyes - Lançamento: 3 de janeiro de 2012 - Gravadora: Core Contents Media - Formato: CD e Download digital            | 1 | 31 |
| Mirage                                                                                       | - Edição recompactada de Day by Day - Lançamento: 3 de setembro de 2012 - Gravadora: Core Contents Media - Formato: CD e Download digital           | 2 | 46 |
| "—" indica lançamentos que não figuraram nas paradas ou que não foram lançados nessa região. | |   |    |

## Singles
| Título                                                                       | Year    | Posições mais altas nos charts | Posições mais altas nos charts | Posições mais altas nos charts | Posições mais altas nos charts | Posições mais altas nos charts | Posições mais altas nos charts | Vendas e Certificados                                          | Álbuns                |
| Título                                                                       | Year    | Coreia do Sul                  | Coreia do Sul                  | Japão                          | Japão                          | Japão                          | US World                       | Vendas e Certificados                                          | Álbuns                |
| Título                                                                       | Year    | Gaon                           | Hot 100                        | Oricon                         | Hot 100                        | RIAJ                           | US World                       | Vendas e Certificados                                          | Álbuns                |
| Coreano                                                                      | Coreano | Coreano                        | Coreano                        | Coreano                        | Coreano                        | Coreano                        | Coreano                        | Coreano                                                        | Coreano               |
| ---------------------------------------------------------------------------- | ------- | ------------------------------ | ------------------------------ | ------------------------------ | ------------------------------ | ------------------------------ | ------------------------------ | -------------------------------------------------------------- | --------------------- |
| "Lie" (거짓말)                                                               | 2009    | —                              | —                              | —                              | —                              | —                              | —                              | 1,850,000+                                                     | Absolute First Album  |
| "TTL (Time to Love)"                                                         | 2009    | 168                            | —                              | —                              | —                              | —                              | —                              | 2,100,000+                                                     | Absolute First Album  |
| "TTL Listen 2"                                                               | 2009    | —                              | —                              | —                              | —                              | —                              | —                              | 900,000+                                                       | Absolute First Album  |
| "Bo Peep Bo Peep"                                                            | 2009    | 4                              | —                              | —                              | —                              | —                              | —                              | 4,084,112+                                                     | Absolute First Album  |
| "Like the First Time" (처음처럼)                                             | 2009    | 10                             | —                              | —                              | —                              | —                              | —                              | 2,653,952+                                                     | Absolute First Album  |
| "You Drive Me Crazy" (너 때문에 미쳐)                                        | 2010    | 1                              | —                              | —                              | —                              | —                              | —                              | 3,042,224+                                                     | Absolute First Album  |
| "I'm in Pain" (내가 너무 아파)                                               | 2010    | 31                             | —                              | —                              | —                              | —                              | —                              | 1,222,554+                                                     | Absolute First Album  |
| "What's Wrong?" (왜 이러니)                                                  | 2010    | 4                              | —                              | —                              | —                              | —                              | —                              | 1,874,848+                                                     | Temptastic            |
| "Yayaya"                                                                     | 2010    | 5                              | —                              | —                              | —                              | —                              | —                              | 1,385,606+                                                     | Temptastic            |
| "Roly-Poly"                                                                  | 2011    | 2                              | 1                              | —                              | —                              | —                              | —                              | 4,526,000+                                                     | John Travolta Wannabe |
| "Roly-Poly in Copacabana" (Roly-Poly in 코파카바나)                          | 2011    | 45                             | 73                             | —                              | —                              | —                              | —                              | 269,221+                                                       | John Travolta Wannabe |
| "Cry Cry"                                                                    | 2011    | 1                              | 1                              | —                              | —                              | —                              | 8                              | 3,755,993+                                                     | Black Eyes            |
| "We Were in Love" (우리 사랑했잖아) (Part. Davichi)                          | 2011    | 1                              | 2                              | —                              | —                              | —                              | —                              | 2,687,535+                                                     | Black Eyes            |
| "Lovey-Dovey"                                                                | 2012    | 1                              | 1                              | —                              | —                              | —                              | 9                              | 3,758,864+                                                     | Black Eyes            |
| "Day by Day"                                                                 | 2012    | 2                              | 2                              | —                              | —                              | —                              | —                              | 2,149,549+                                                     | Day by Day            |
| "Sexy Love"                                                                  | 2012    | 4                              | 3                              | —                              | —                              | —                              | 7                              | 1,542,191+                                                     | Day by Day            |
| "Number Nine" (넘버나인)                                                     | 2013    | 5                              | 4                              | —                              | —                              | —                              | 7                              | 564,649+                                                       | Again                 |
| "Because I Know" (느낌 아니까)                                               | 2013    | 41                             | 21                             | —                              | —                              | —                              | —                              |                                                                | Again                 |
| "Do You Know Me?" (나 어떡해)                                                | 2013    | 19                             | 15                             | —                              | —                              | —                              | —                              | 177,430+                                                       | Again                 |
| "Hide & Seek" (숨바꼭질)                                                     | 2013    | 37                             | 43                             | —                              | —                              | —                              | —                              |                                                                | Again                 |
| "Sugar Free" (슈가프리)                                                      | 2014    | 36                             | —                              | —                              | —                              | —                              | 4                              | 122,491+                                                       | And & End             |
| "So Crazy" (완전 미쳤네)                                                     | 2015    | 33                             | —                              | —                              | —                              | —                              | —                              | 117,038+                                                       | So Good               |
| "Tiamo"                                                                      | 2016    | 81                             | —                              | —                              | —                              | —                              | —                              | 25,552+                                                        | Remember              |
| "What's My Name?" (내 이름은)                                                | 2017    | 79                             | —                              | —                              | —                              | —                              | —                              | 25,716+                                                        | What's My Name?       |
| Japonês                                                                      |         |                                |                                |                                |                                |                                |                                |                                                                |                       |
| "Bo Peep Bo Peep"                                                            | 2011    | —                              | —                              | 1                              | 1                              | 3                              | —                              | - RIAJ: Ouro - Ouro (Chaku-Uta full) - Ouro (download digital) | Jewelry Box           |
| "Yayaya"                                                                     | 2011    | —                              | —                              | 7                              | 6                              | 33                             | —                              | - : 46.976+                                                    | Jewelry Box           |
| "Roly-Poly"                                                                  | 2012    | —                              | —                              | 3                              | 5                              | 15                             | —                              | - : 62.774+                                                    | Jewelry Box           |
| "Lovey-Dovey"                                                                | 2012    | —                              | —                              | 9                              | 11                             | 19                             | —                              | - : 29.997+                                                    | Jewelry Box           |
| "Day by Day"                                                                 | 2012    | —                              | —                              | —                              | 16                             | —                              | —                              |                                                                | Treasure Box          |
| "Sexy Love"                                                                  | 2012    | —                              | —                              | 4                              | 5                              | —                              | —                              | - : 48.488+                                                    | Treasure Box          |
| "Bunny Style!" (バニスタ!)                                                   | 2013    | —                              | —                              | 2                              | 3                              | —                              | —                              |                                                                | Treasure Box          |
| "Target"                                                                     | 2013    | —                              | —                              | 12                             | 27                             | —                              | —                              |                                                                | Treasure Box          |
| "Number Nine"/"Memories ~You Gave Me Guidance~" (記憶~君がくれた道標~)       | 2013    | —                              | —                              | 13                             | 62                             | —                              | —                              |                                                                | Gossip Girls          |
| "Lead the Way"/"La'boon"                                                     | 2014    | —                              | —                              | 8                              | 46                             | —                              | —                              |                                                                | Gossip Girls          |
| "—" denotes releases that did not chart or were not released in that region. |         |                                |                                |                                |                                |                                |                                |                                                                |                       |

### Participações em singles
| Título                                                                                       | Ano  | Melhores posições nas paradas | Melhores posições nas paradas | Álbum                |
| Título                                                                                       | Ano  | KOR Gaon                      | KOR Billboard                 | Álbum                |
| -------------------------------------------------------------------------------------------- | ---- | ----------------------------- | ----------------------------- | -------------------- |
| "Yeoseong Shidae/Yeongwonhan Sarang" (com SeeYa e Davichi)                                   | 2009 | —                             | —                             | Lançamento sem álbum |
| "Wonder Woman" (com SeeYa e Davichi)                                                         | 2010 | —                             | —                             | Lançamento sem álbum |
| "—" indica lançamentos que não figuraram nas paradas ou que não foram lançados nessa região. |      |                               |                               |                      |

### Singles promocionais
| Título                                                                                       | Ano  | Melhores posições nas paradas | Melhores posições nas paradas | Álbum                |
| Título                                                                                       | Ano  | KOR Gaon                      | KOR Billboard                 | Álbum                |
| -------------------------------------------------------------------------------------------- | ---- | ----------------------------- | ----------------------------- | -------------------- |
| "We Are the One"                                                                             | 2010 | 4                             | —                             | Lançamento sem álbum |
| "TWENTYth Urban"                                                                             | 2010 | —                             | —                             | Lançamento sem álbum |
| "Beautiful Girl"                                                                             | 2011 | —                             | —                             | Lançamento sem álbum |
| "Log-in"                                                                                     | 2011 | —                             | —                             | Lançamento sem álbum |
| "Bingeul Bingeul"                                                                            | 2011 | 18                            | 10                            | Yeon Ga 2012         |
| "—" indica lançamentos que não figuraram nas paradas ou que não foram lançados nessa região. |      |                               |                               |                      |

## Outras canções
| Título                                                                                       | Ano  | Melhores posições nas paradas | Melhores posições nas paradas | Álbum      |
| Título                                                                                       | Ano  | KOR Gaon                      | KOR Billboard                 | Álbum      |
| -------------------------------------------------------------------------------------------- | ---- | ----------------------------- | ----------------------------- | ---------- |
| "Goodbye, OK"                                                                                | 2011 | 47                            | 52                            | Black Eyes |
| "I'm So Bad"                                                                                 | 2011 | 69                            | 87                            | Black Eyes |
| "O My God"                                                                                   | 2011 | 122                           | —                             | Black Eyes |
| "Cry Cry" (versão de balada)                                                                 | 2011 | 128                           | 83                            | Black Eyes |
| "Holiday"                                                                                    | 2012 | 39                            | 23                            | Day by Day |
| "Don't Leave"                                                                                | 2012 | 42                            | 22                            | Day by Day |
| "Love Game"                                                                                  | 2012 | 66                            | 64                            | Day by Day |
| "Hue"                                                                                        | 2012 | 98                            | 99                            | Day by Day |
| "—" indica lançamentos que não figuraram nas paradas ou que não foram lançados nessa região. |      |                               |                               |            |

## Trilhas sonoras
| Título                                                                                       | Ano  | Melhores posições nas paradas | Melhores posições nas paradas | Álbum              |
| Título                                                                                       | Ano  | KOR Gaon                      | KOR Billboard                 | Álbum              |
| -------------------------------------------------------------------------------------------- | ---- | ----------------------------- | ----------------------------- | ------------------ |
| "Good Person (versão 1)"                                                                     | 2009 | —                             | —                             | Cinderella Man OST |
| "—" indica lançamentos que não figuraram nas paradas ou que não foram lançados nessa região. |      |                               |                               |                    |